# Marta Cartabia
Marta Maria Carla Cartabia (San Giorgio su Legnano, 14 maggio 1963) è una giurista italiana.
Dal 13 settembre 2011 al 13 settembre 2020 è stata giudice della Corte costituzionale, della quale dall'11 dicembre 2019 è stata anche presidente, diventando la prima donna a ricoprire tale carica. È stata ministro della Giustizia nel governo Draghi (2021-2022).

## Biografia
Nasce nel 1963 a San Giorgio su Legnano, nell'Alto Milanese, da Teresa Lampugnani e dal geometra Giancarlo Cartabia, e cresce tra Varese e Milano. Si laurea nel 1987 con lode presso la facoltà di giurisprudenza all'Università degli Studi di Milano, discutendo la tesi Esiste un diritto costituzionale europeo? con relatore il futuro presidente della Corte costituzionale Valerio Onida.
Nel 1993 ha conseguito il dottorato di ricerca in legge presso l'Istituto universitario europeo di Fiesole (con supervisore Bruno de Witte). Specializzatasi all'Università di Aix-Marseille sui temi della giustizia costituzionale comparata, ha svolto periodicamente attività di ricerca all'estero, in particolare negli Stati Uniti d'America. Subito dopo la laurea è stata research fellow all'Università del Michigan Law School di Ann Arbor, sotto la direzione dei professori Joseph Halevi Horowitz Weiler e Terrance Sandalow.

### Attività accademica
Dal 1993 al 1999 è stata ricercatrice di diritto costituzionale presso l'Università degli Studi di Milano e fra il 1993 e il 1995 ha svolto funzioni di assistente di studio presso la Corte costituzionale; successivamente è stata professoressa associata (1999-2000) e ordinaria (2000-2004) di Istituzioni di diritto pubblico presso l'Università degli Studi di Verona. Ha insegnato in numerosi atenei all'estero, tra cui Tours, Tolone, San Sebastián, Eichstätt.
Dal 2004 al 2020 è stata professoressa ordinaria di Diritto costituzionale presso l'Università degli Studi di Milano-Bicocca, dove è anche stata titolare del corso Jean Monnet in Diritto costituzionale europeo (2005 - 2008); è stata in aspettativa per tutta la durata del mandato di giudice costituzionale (2011-2020).
È stata Inaugural Fellow allo Straus Institute for the Advanced Study in Law & Justice (Università di New York), diretto da Joseph H. H. Weiler. Ha incarichi di direzione in numerose riviste di settore nazionali e internazionali ed è tra i fondatori, nonché co-direttrice, di Italian Journal of Public Law, la prima rivista giuridica italiana interamente in lingua inglese. Da gennaio 2021 è co-direttrice della rivista de il Mulino Quaderni costituzionali.
È membro dell'Associazione italiana dei costituzionalisti e dell'Inaugural Society's Council di ICON•S – The International Society of Public Law di cui è co-presidente eletta a partire da luglio 2021. Nel 2017 è tra i fondatori dell'Italian Chapter di ICON•S di cui è stata co-presidente fino al 2021.
Dal settembre 2020, fa parte del Senato dell'associazione internazionale di diritto European Law Institute (ELI).
Il 14 settembre 2020, cessato l'incarico alla Corte Costituzionale, ha preso servizio come docente ordinaria di Diritto Costituzionale e di Giustizia Costituzionale presso l'Università "Bocconi" di Milano, dove, dal 13 febbraio 2021 al 22 ottobre 2022, in conseguenza della nomina a ministra, è stata in aspettativa.
Il 9 dicembre 2020 le è stato conferito il dottorato honoris causa in legge dalla Scuola superiore Sant'Anna di Pisa dove ha tenuto una lectio magistralis dal titolo "Per l'alto mare aperto". L'università al tempo della grande incertezza.
Il 15 giugno 2022, insieme a Elizabeth Odio Benito, già vicepresidente della Corte penale internazionale ed ex presidente della Corte Interamericana dei diritti umani, ha ricevuto il dottorato honoris causa in diritto presso l'Università Complutense di Madrid.

### Incarichi istituzionali
- Dal 2003 al 2006: componente aggiunto del Network of Independent Experts on Fundamental Rights della Commissione europea.
- Dal 2008 al 2010: esperta italiana di FRALEX - "Fundamental Rights Agency Legal Experts", Agenzia europea dei diritti fondamentali dell'Unione europea a Vienna.
- Dal dicembre 2017: membro della Commissione europea per la Democrazia attraverso il Diritto, nota anche come Commissione di Venezia. Nel dicembre 2023 è stata eletta vicepresidente.

### Giudice costituzionale
Il 2 settembre 2011 è stata nominata giudice della Corte costituzionale della Repubblica Italiana dal Presidente della Repubblica Giorgio Napolitano, in sostituzione di Maria Rita Saulle (morta in carica). Ha prestato giuramento al Quirinale il 13 settembre 2011 insieme al giudice Aldo Carosi eletto a luglio e proveniente dalla Corte dei conti. È la terza donna nominata giudice dopo Fernanda Contri e Maria Rita Saulle; è anche tra i più giovani giudici mai nominati.
Il 12 novembre 2014 viene nominata vicepresidente della Corte costituzionale dal suo presidente Alessandro Criscuolo, venendo riconfermata il 24 febbraio 2016 dal neoeletto presidente Paolo Grossi e l'8 marzo 2018 dal presidente Giorgio Lattanzi. L'11 dicembre 2019 è stata eletta presidente della Corte costituzionale all'unanimità (14 voti a favore e la sua scheda bianca), succedendo a Giorgio Lattanzi, e risultando così la prima donna eletta presidente.
Cessa dall'incarico di presidente e di giudice costituzionale il 13 settembre 2020 allo scadere dei nove anni di mandato, succeduta da Mario Rosario Morelli come presidente e Emanuela Navarretta come giudice.
In una intervista con Giovanni Bianconi, pubblicata sul Corriere della Sera il 16 ottobre 2020, ha dichiarato che non sarebbe contraria all'introduzione dell'"opinione dissenziente", «purché usata con responsabilità e cautela, solo in casi estremi»; tuttavia, ha anche riconosciuto che il suo utilizzo potrebbe indurre nella Corte «il rischio di rinunciare troppo presto a trovare soluzioni condivise». 

### Ministro della Giustizia
Il 13 febbraio 2021 diventa ministro della giustizia nel governo tecnico di unità nazionale Draghi, succedendo ad Alfonso Bonafede. Cartabia è la terza donna (dopo Paola Severino e Annamaria Cancelleri) a ricoprire questa carica.
Il 28 aprile ottiene, in merito all'azione di governo di cui fa parte e al Presidente del Consiglio dei ministri, Mario Draghi, l'estradizione in Italia di sette ex terroristi del periodo degli anni di piombo, che avevano trovato protezione in Francia grazie alla dottrina Mitterrand. L'8 luglio dello stesso anno il Consiglio dei Ministri dà il via alla riforma del sistema giudiziario penale, firmata dalla stessa Cartabia, a cui aveva contribuito una commissione di esperti presieduta dall'ex presidente della corte costituzionale Giorgio Lattanzi. Nel novembre 2021 viene approvata definitivamente dal parlamento anche la riforma del processo civile. Tali riforme erano importanti al fine di ottenere i fondi europei del PNRR. Da titolare del dicastero della Giustizia si è mostrata favorevole all'introduzione delle pene sostitutive al carcere come la semilibertà, detenzione domiciliare, lavori di pubblica utilità e pene pecuniarie per coloro che riportano una condanna entro quattro anni.

### Altri incarichi
L'11 settembre 2021 è stata nominata da papa Francesco membro ordinario della Pontificia accademia delle scienze sociali.
Nel 2021, è entrata a far parte del Comitato Generale Premi della Fondazione Internazionale Premio Balzan; nel gennaio 2024 è stata eletta presidente dello stesso Comitato.
Da aprile 2023 è membro del CdA della Fondazione Agnelli e della Sezione per le questioni fondamentali dell'evangelizzazione nel mondo del Dicastero per l'evangelizzazione della Curia romana.
È membro della Commissione per l’Etica e l’Integrità nella Ricerca del CNR (Consiglio Nazionale delle Ricerche) per il mandato 2023-2027.

## Orientamento culturale
È cattolica e considerata vicina al movimento ecclesiale di Comunione e Liberazione (CL) sin dall'epoca degli studi universitari. Il suo contributo nell'ambito della libertà religiosa, che emerge anche dalle sue pubblicazioni accademiche, si caratterizza per la difesa della laicità positiva dello Stato, ossia il diritto alla esposizione di simboli religiosi in spazi pubblici, e per un approccio ai conflitti ispirato alla metodologia della reasonable accommodation di origine nordamericana.

### Altre posizioni
Marta Cartabia, a giugno 2011, ha preso posizione contro l'equiparazione tra le unioni omosessuali e il matrimonio tra uomo e donna ricordando, fra l'altro, come la Consulta abbia «chiaramente affermato (sentenza n. 138 del 2010) che la Costituzione italiana protegge la famiglia, differenziandola da altre forme di convivenze e non permette il matrimonio omosessuale». Tali prese di posizione hanno suscitato le critiche di alcune associazioni appartenenti al mondo LGBT, ribadite in occasione di ogni nuovo incarico conferito o ventilato per la stessa.
Nel suo ultimo libro del 2020, scritto insieme al criminologo Adolfo Ceretti, Marta Cartabia ha sottolineato l'importanza della giustizia riparativa come strumento di realizzazione del principio della finalità rieducativa e riabilitativa della pena stabilito dall'art. 27 della Costituzione italiana. Su questo tema, nell'ambito del semestre di Presidenza italiana del Comitato dei Ministri del Consiglio d'Europa, il 13 e 14 dicembre 2021, a Venezia, si è tenuta la conferenza dei Ministri della giustizia dei Paesi membri del Consiglio d'Europa a conclusione della quale il ministro Cartabia ha definito quella riparativa come “una nuova forma di giustizia a beneficio delle vittime, degli autori del reato e per la società intera, che può ricostruire i legami sociali distrutti dal crimine. La giustizia riparativa – ha concluso – non è una utopia ma nasce dalle esperienze concrete già avvenute in molti Stati”.

## Onorificenze e riconoscimenti

### Premi e riconoscimenti
- Premio Minerva Anna Maria Mammoliti alle Istituzioni (27 novembre 2019)[46]
- Premio di Cultura Politica "Giovanni Spadolini" (29 settembre 2020)[47][48]
- Premio Bellisario per la categoria Istituzioni (17 ottobre 2020)[49][50][51]

## Opere scelte
- Marta Cartabia, Nicola Lupo, The Constitution of Italy. A Contextual Analysis, Oxford-New York-Dublino, Hart Publishing, 2022.
- Vittoria Barsotti, Paolo G. Carozza, Marta Cartabia e Andrea Simoncini (a cura di), Dialogues on Italian Constitutional Justice. A Comparative Perspective, Abingdon-on-Thames, Routledge, 2020.
- Marta Cartabia, Adolfo Ceretti, Un'altra storia inizia qui. La giustizia come ricomposizione, Milano, Bompiani, 2020.
- Marta Cartabia, Cooperazione e mutualità: la Costituzione come storia di popolo, Roma, ECRA. Edizioni del Credito Cooperativo, 2019.
- Marta Cartabia, Luciano Violante, Giustizia e mito. Con Edipo, Antigone, Creonte, Bologna, il Mulino, 2018.
- Vittoria Barsotti, Paolo G. Carozza, Marta Cartabia, Andrea Simoncini, Italian Constitutional Justice in Global Context, New York, Oxford University Press USA, 2015.
- Marta Cartabia e Andrea Simoncini (a cura di), La legge di re Salomone. Ragione e diritto nei discorsi di Benedetto XVI, Milano, Biblioteca Universale Rizzoli, 2013.
- Marta Cartabia (a cura di), Dieci casi sui diritti in Europa, Bologna, il Mulino, 2011.
- Marta Cartabia e Andrea Simoncini (a cura di), La sostenibilità della democrazia nel XXI secolo, Bologna, il Mulino, 2009.
- Marta Cartabia, L'universalità dei diritti umani nell'età dei nuovi diritti, "Quaderni costituzionali", 2009, 3, 537-68.
- Marta Cartabia, Europe and Rights: Taking Dialogue Seriously, "European Constitutional Law Review", 2009, 5-31.
- Marta Cartabia (a cura di), I diritti in azione, Bologna, il Mulino, 2007.
- Raffaele Bifulco, Marta Cartabia, Alfonso Celotto, L'Europa dei diritti, Bologna, il Mulino, 2001.
- Marta Cartabia e Joseph H.H. Weiler, L'Italia in Europa, Bologna, il Mulino, 2000.
- Marta Cartabia, Cittadinanza europea, "Enciclopedia Giuridica Italiana Treccani", Roma, Istituto dell'Enciclopedia Italiana, 1995.
- Marta Cartabia, Principi inviolabili e integrazione europea, Milano, Giuffrè Editore, 1995.